# Migdal (ville)
Pour les articles homonymes, voir Migdal.
Migdal est une localité du district nord d'Israël située au nord ouest du lac de Tibériade.
Une ferme y est fondée en 1910 par des Juifs de Moscou qui emploient de travailleurs pour travailler la terre. En 1921, le Gedud ha-avoda établit un camp pour les ouvriers travaillant à la construction de la route entre Tibériade et Rosh Pina La moshava s'agrandit après 1948 et l'arrivée de nouveaux immigrants. Elle obtient le statut de municipalité en 1949.
La localité se situe à côté de la ville antique de Magdala.

## Source
- (en) Efraim Orni et Shaked Gilboa, « Migdal », dans Fred Skolnik et Michael Berenbaum (dir.), Encyclopaedia Judaica, vol. 14, Thompson Gale et Keter Publishing House, 2007, 2e éd.